# Брзи и мртви
Брзи и мртви (енгл. The Quick and the Dead) је филм из 1995. који је режирао Сем Рејми, док је сценарио написао Сајмон Мур. Главне улоге тумаче Шерон Стоун, Џин Хекман, Расел Кроу и Леонардо Дикаприо.

## Радња
Џон Херод, разбојник, тиранин и одличан стрелац, једном је у младости силом заузео место градоначелника у малом месту Редемпшн. Сада је „Искупљење“ сиромашан град у коме Херод и његови разбојници дивљају, немилосрдно пљачкајући грађане. Херод позива све стрелце Дивљег запада да окушају срећу у двобојском турниру који је организовао за награду од 123.000 долара.
Такмичење се игра по олимпијском систему „један на један“ – на почетку турнира сматра се да је победник преживео после хитаца у ноге, почев од средине турнира – преживели. Међу 16 учесника: Херодов ванбрачни син „Клинац“ (Леонардо Ди Каприо), мистериозна револверашица „Лејди“ Елен (Шерон Стоун), серијски убица „Ејс“ Хенлон, Индијански шарени коњ, убица Клај Кантрел, убица који је побегао из затвора „Ожиљак“, разбојници Кели и Вирџил Спаркс, педофил Јуџин Дред, шведски шампион господин Гудсон и други. Осим тога, Херод присиљава свештеника Корта, са којим има дугогодишње размирице, да на силу учествује на турниру, а он сам улази у крваво такмичење.
До краја турнира скоро сви учесници су побијени, остали су само Корт и Херод. Херод је већ спреман за дуел, али се у последњем тренутку сломи - Елен, која је наводно умрла у претходном дуелу (њену смрт су симулирали локални лекар, слепи дечак и Корт), динамитом диже у ваздух канцеларије градоначелника, након чега Корт пуца у преостале разбојнике. Како се испоставило, Елен је дуго сањала да се освети Хероду. Пре много година, када је била девојчица, терао ју је да пуца у омчу како би свог сопственог оца ослободила вешања; али Елен је промашила и погодила оца у главу.
Следи завршни дуел између Елен и Херода. Елен постиже свој циљ: убија Херода, град је ослобођен од тиранина и његове банде. Победник није откривен, нико није добио новчану награду. Елен јаше из града на свом коњу, остављајући Корта са звездом савезног маршала, која је некада припадала њеном оцу.

## Улоге
| Глумац            | Улога                    |
| ----------------- | ------------------------ |
| Тобин Бел         | Пас Кели                 |
| Робертс Блосом    | Док Волас                |
| Марк Бун јуниор   | Скарс                    |
| Оливија Бернет    | Кејти                    |
| Кевин Конвеј      | Јуџин Дред               |
| Расел Кроу        | Корт                     |
| Кит Дејвид        | наредник Клеј Кантрел    |
| Леонардо Дикаприо | Фи Херод „Малишан"       |
| Ланс Хенриксен    | Ејс Ханлон               |
| Марк Бун млађи    | Скарс                    |
| Џин Хекман        | Џон Херод                |
| Пат Хингл         | Хорас                    |
| Феј Мастерсон     | Мати Силк                |
| Гари Синиз        | Шериф                    |
| Шерон Стоун       | Елен „Дама"              |
| Вуди Строуд       | Чарли Мунлајт            |
| Џери Свиндол      | Слепи дечак              |
| Свен Оле Торсен   | Гудсон, шведски шампион  |
| Рејнор Шајн       | Ратси                    |
| Џонотон Гил       | Пегави коњ               |
| Дејвид Корнел     | Симп Диксон              |
| Џозеф Рајнер      | Вирџил Спаркс            |
| Артуро Гастелум   | Карлос Монтоја           |
| Лени Лофтин       | Дечак са сломљеним носем |

## Локације снимања филма
- Аризона (САД)
- Тусон (Аризона, САД)

## Зарада
- Зарада у САД - 18.636.537 $